# Freno a bacchetta

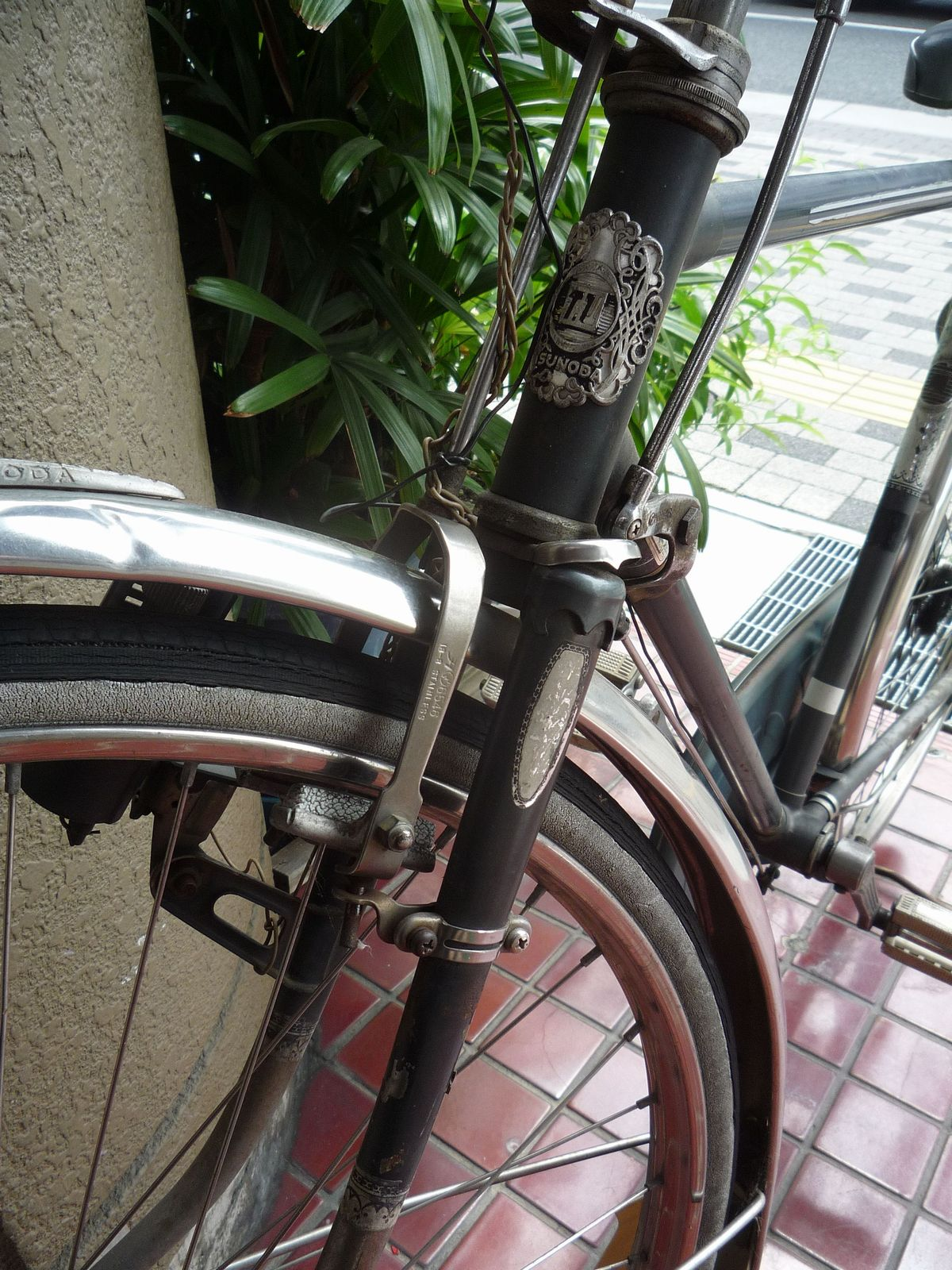
Freno a bacchetta

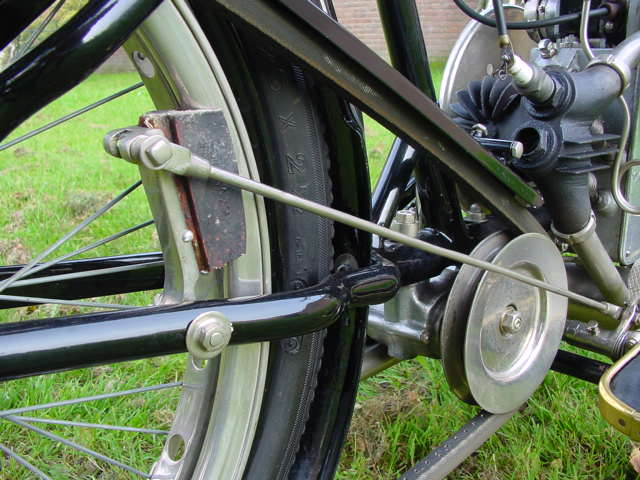
Freno a bacchetta usato su una moto

Il freno a bacchetta (detto anche a stanghetta o a R) è stato uno dei primi dispositivi frenanti e attualmente presente su alcune biciclette classiche e vintage.

## Descrizione

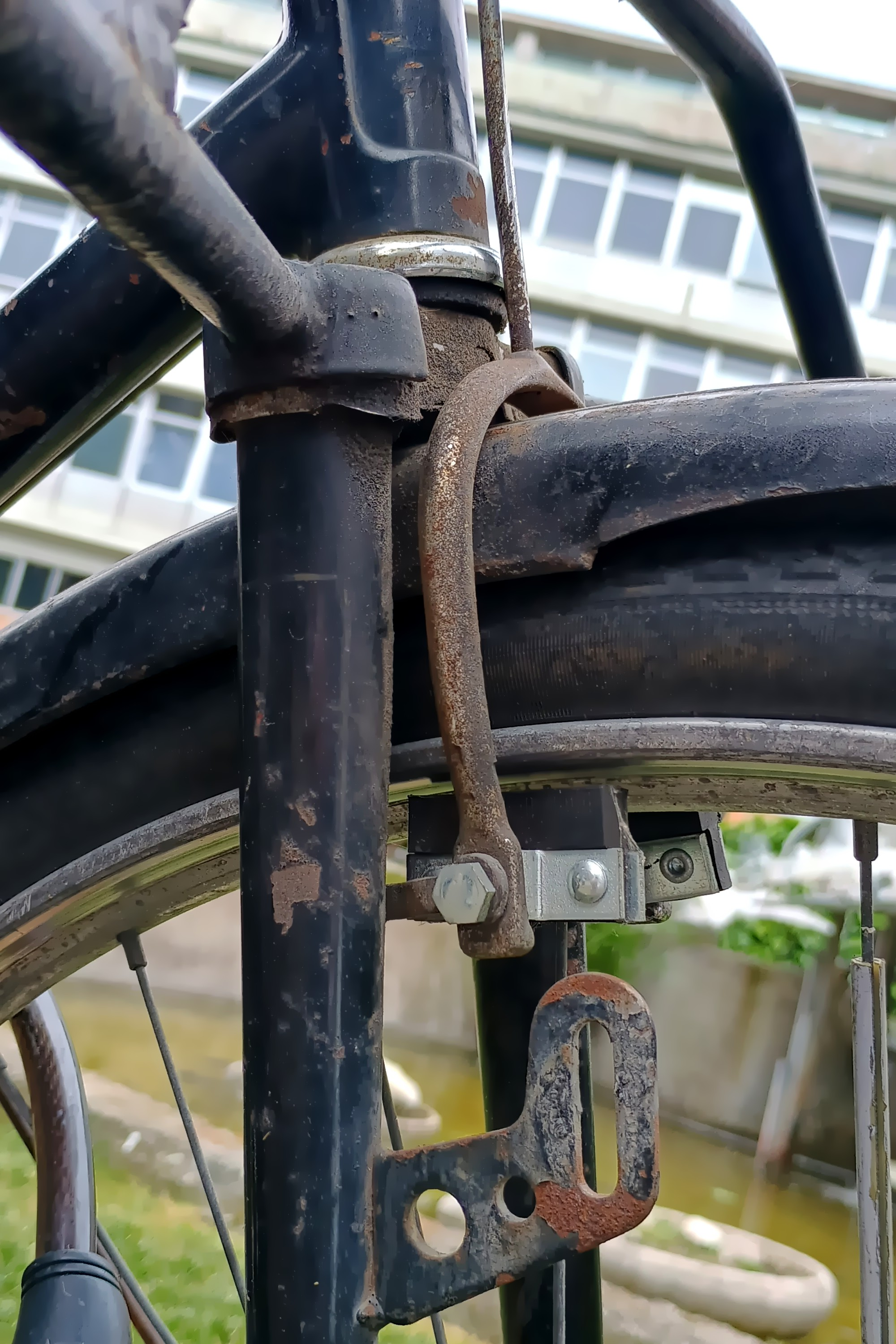
Freni a bacchetta con vincolo dei pattini freno tramite braccietti oscillanti

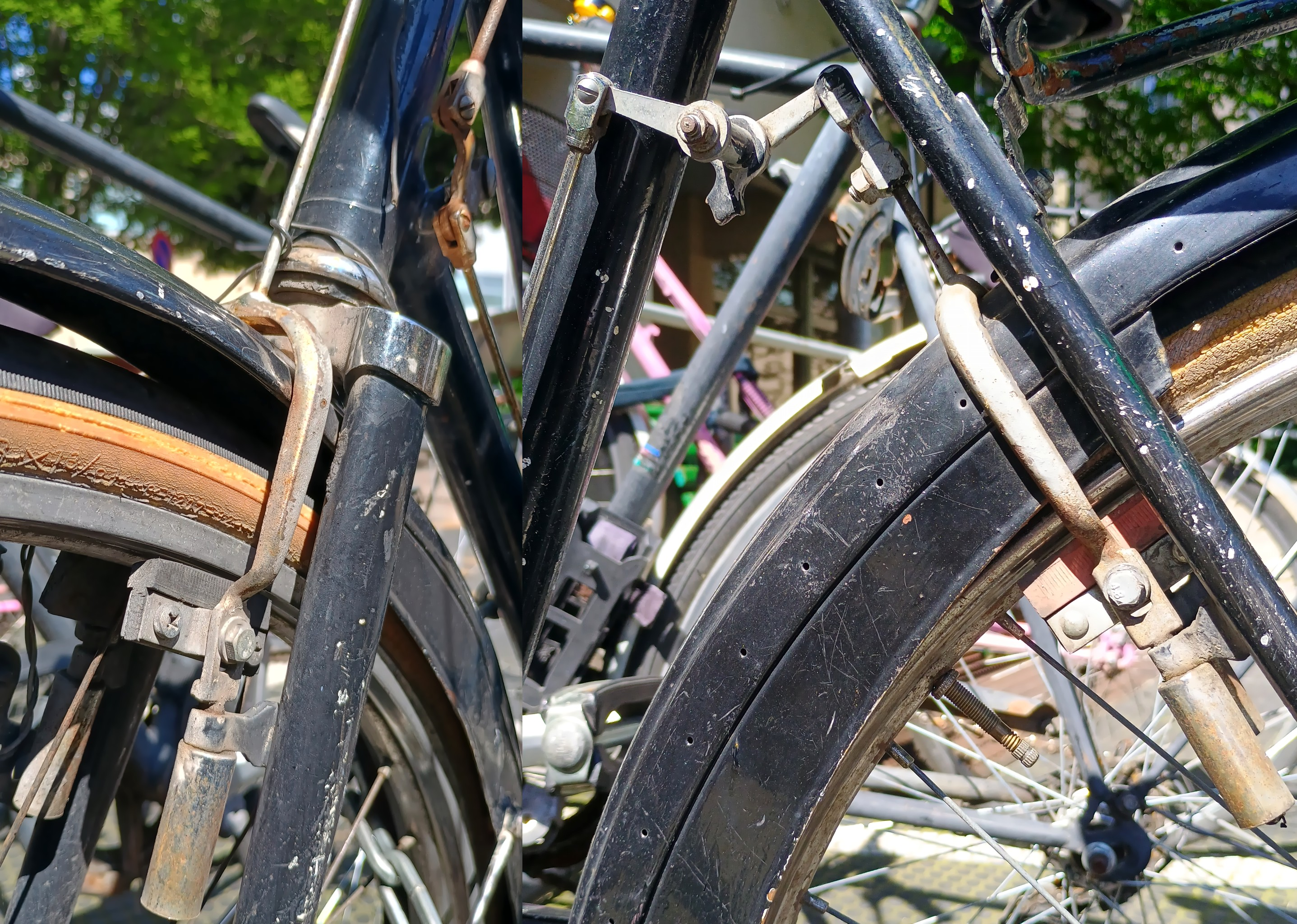
Impianto frenante a bacchetta per bicicletta, è possibile vedere in parte anche il sistema di rimandi ad aste e leve per il comando posteriore

L'azione frenante viene trasferita dal manubrio, mediante una leva al corpo frenante usando delle aste di metallo con opportuni giunti lungo il telaio. I pattini dei freni agiscono dal basso verso l'alto andando a toccare la parte interna del cerchio sul quale solchi predisposti detti pista frenante rallentano la bici.
Le biciclette d'epoca con i freni a bacchetta hanno oggi un grande fascino per i collezionisti. La frenatura col freno a bacchetta risulta differente rispetto a quella dei freni azionati a cavo d'acciaio, certamente più morbida e meno immediata.
Esistono vari tipi di freno a bacchetta, il più comune è il tipo con pistoncino, usato in molti modelli di biciclette classiche quali Bianchi o Atala; esiste poi il freno a bacchetta senza pistoncino, il cui funzionamento a molla è ottenuto mediante leveraggi interni e/o esterni al manubrio. Esempi interessanti di quest'ultimo sistema frenante sono costituiti dal modello Bianchi Impero e da alcune biciclette Taurus con bacchette interne al telaio. Altro esempio raffinato del sistema frenante senza pistoncino è rappresentato dal modello Umberto Dei Imperiale in cui il ciclista con la sola leva destra aziona sia il freno anteriore che posteriore.

## Regolazioni
Questi freni hanno varie regolazioni a seconda dei modelli:
- Distanza pattini-cerchio per regolare la distanza dei pattini dal cerchio è necessario svitare il dado presente alla base dei pattini in modo da sbloccarli, in caso si voglia avvicinare i pattini al cerchione è necessario fare forza sul pattino per avvicinarlo e fissare la posizione del pattino avvitando il dado.
- Distanza pattini posteriori-cerchio posteriore nel caso in cui si debbano registrare i freni a bacchetta posteriori è possibile regolare la frenatura agendo sulle chiavette tendicatena. Occorre svitare leggermente i due bulloni che serrano la ruota posteriore e, a bulloni leggermente svitati, agire sulle chiavette tendicatena in modo da avvicinare o allontanare la ruota dai pattini.

Si tenga comunque presente che la regolazione dei freni a bacchetta non è un'operazione standard, ma piuttosto un lavoro in cui occorre un minimo di manualità.